# 3488 Brahic
3488 Brahic este un asteroid din centura principală, descoperit pe 8 august 1980 de Edward Bowell.